# Кевхиани
Кевхиани (груз. ქევხიანი) — село в Грузии, в муниципалитете Лагодехи края Кахетия. 

## География
Село расположено в восточной части края, в 27 километрах по прямой к юго-западу от центра муниципалитета Лагодехи. Высота центра — 240 метров над уровнем моря.

## Население
По данным переписи населения 2014 года, в селе проживало 117 человек.
| Год  | Население | Мужчины | Женщины |
| ---- | --------- | ------- | ------- |
| 2002 | 96        | 55      | 41      |
| 2014 | 117       | 61      | 56      |